# 藤森安和
藤森安和（ふじもり やすかず、1940年（昭和15年）生 - ）は、詩人。沼津市出身。畳職。
現代詩新人賞授賞を経て、1960年（昭和35年）、第一詩集『15歳の異常者』を発表。

## 作品
- 15歳の異常者 藤森安和・詩集（荒地出版社刊、解説鮎川信夫、写真大倉舜二）
  - 収録は以下の通り
  - 序文〈藤森安和〉
  - 十五歳の異常者
  - 嘔吐
  - あら。かわいらしい顔。―イヤラシイ子ダヨ―
  - 夜空の子
  - ガンバルノダ心臓よ。殺意だ。パンチだ。
  - 「やっちまえ、やっちまえ」
  - 笑うな。ぼくは真剣だ。
  - たいしゅう野郎
  - 性の逢びき
  - うまれた。かわいそう
  - 思イ
  - アノ子ハ仕事ギライダ
  - ばかやろうだよ。きさまわ。
  - 死。におののく生。
  - さあ。いこう。何処へいこう。
  - 月夜に萎んだばら
  - 喫茶と煙り
  - 秋は恥ずかしい
  - 言葉。死。消えた。
  - 萎びた風景。
  - 白と赤の叫び
  - あじけない接吻の秋
  - 幻影―太陽と月―
  - だれももいない
  - 村の祭り
  - 欲情のさめた風景
  - グロテクスな空想家
  - 退屈に生きる
  - 怒り
  - 絶望の中の太陽
  - 停止―兄への日記I―
  - せっぷん―兄への日記II―
    - 大倉舜二の横顔〈疋田寛吉「それいゆ」編集長〉
    - 聖なる野蛮人〈鮎川信夫〉

## 作風
「抑圧されたセックスを解放し、人間の恥部を容赦なく抉り出し、そのイメージを詩の上に定着する藤森安和の手法は、沈滞する現代詩の世界に、大きな波紋を投げかけ、現代詩に対する従来の固定観念を根底から覆すものである。このような傾向は、現在注目を浴びるビート・ジェネレーション、アングリィ・ヤングメン、ヌーヴェル・ヴァーグ等一連の運動とつながるものと云えるであろう」（以上裏表紙より）。

## その他
- 谷川俊太郎の詩に『さあ。いこう。何処へいこう。』が引用されている。
- 寺山修司の著書「戦後詩―ユリシーズの不在―」に『十五歳の異常者』『あら。かわいらしい顔。―イヤラシイ子ダヨ―』の二編が全文掲載されている。